# Dogana veneta
La dogana veneta è un celebre edificio di epoca veneziana posto a ridosso dell'antico porto di Lazise, sul lago di Garda. Rappresentava il posto di confine tra la Lombardia e la Repubblica di Venezia.
Nel XVI secolo fu utilizzato (tenendovi le pecore) per la fabbricazione del salnitro, componente della polvere da sparo. Nei primi anni del Seicento fungeva da dogana per il transito delle merci tra la Lombardia e la Repubblica di Venezia. Le imbarcazioni dovevano infatti farvi ingresso transitando sotto gli imponenti archi della sua facciata, prima di poter accedere al porto da un'apertura laterale. Successivamente tale funzione è venuta meno con la caduta della repubblica. L'accesso dal lago fu interrato e l'edificio adibito ad altre funzioni, tra cui arsenale e fabbrica di salnitro. Nel corso del ventennio fascista fu casa del fascio. È stata oggetto di un recente restauro nel 2003, a seguito del quale l'edificio è stato adibito a centro congressi.